# Ivanka Veronika Reja
Ivanka Veronika Reja, sestra Maria Juana, * 27. januar, 1904, Kozana v Brdih, † 1. oktober, 1994, Rim, slovenska učiteljica, ravnateljica in vrhovna predstojnica reda sester ljubezni Naše Gospe dobre in večne pomoči.

## Otroštvo
Ivanka Veronika je bila rojena 27. januarja 1904 v Kozani v Brdih v verni družini.Njena mati je bila kmetica Marija Ferri (1864-c.1914), njen oče pa kmet Karlo Reja (1858-1916). Pred prvo svetovno vojno ji je umrla mati.Med prvo svetovno vojno je morala Ivanka Veronika z družino v begunstvo v Piemont. Oče se je zaposlil v kraju Bielli v Vercelli, otroci pa so našli zatočišče v Marijinem svetišču Oropa v Vercelli.V Oropi je Ivanka Veronika obiskovala osnovno šolo.Leta 1916 ji je umrl oče.Srednjo šolo je obiskovala v Bielli.

## Delo
Leta 1925 je Ivanka Veronika skupaj z bratom Henrikom Rejo odšla v Argentino.Dne 7. decembra 1930 je bila v Buenos Airesu sprejeta v kongregacijo sester ljubezni Naše Gospe dobre in večne pomoči (Congregatio Sororum Caritatis Beatae Mariae Virginis miraculis illustris).Začasne obljube je opravila leta 1932.Zaposlila se je kot učiteljica v šoli samostanske sirotišnice.Večne zaobljube je izrekla leta 1935.Leta 1938 je postala ravnateljica šole samostanske sirotišnice.Poleg tega je leta 1940 je postala učiteljica sester novink, leta 1947 provincialka vsega reda v Argentini, leta 1954 pa spet učiteljica novink.Leta 1956 je bila poklicana v Rim kot svetovalka vrhovne predstojnice.Naslednje leto je bila imenovana za prednico redovne skupnosti svojega reda v Rimu.Leta 1963 je postala provincialka za italjansko provinco svojega reda. Leta 1965 je bila izvoljena za vrhovno predstojnico svojega reda po vsem svetu.Na to mesto je bila ponovno izvoljena leta 1971 in leta 1975. Leta 1982 se je zaradi starosti odpovedala mestu vrhovne predstojnice.

## Poznejše življenje
Po letu 1982 je še nekaj let opravljala službo namestnice vrhovne predstojnice in službo krajevne prednice.Zadnja leta svojega življenja je vsak dan ure in ure preživela v samostanski kapeli v molitvi za mir in domovino.Umrla je dne 1. oktobra 1994 v Rimu.